# Міст (мозок)
Міст, Вароліїв міст (лат. pons Varolii) — відділ головного мозку, разом із мозочком складає задній мозок, розташований у стовбурі між довгастим та середнім мозком, вентральніше мозочка. Його дорзальна поверхня межує із четвертим шлуночком. Названий на честь італійського анатома та хірурга Констанцо Вароліо. В еволюції хребетних тварин міст з'являється тільки у ссавців.
Назва «міст» пов'язана із тим, що ця структура складається переважно із провідних шляхів. Поздовжні провідні волокна, розташовані глибоко у мості, є частиною провідних шляхів, що сполучають спинний мозок із вищими відділами головного мозку. В дорзальній частині мосту розташовується також велика кількість поперечних поверхневих волокон, що починаються у ядрах мосту і йдуть до двох півкуль мозочку. Ці ядра та їхні проєкції відіграють роль у забезпеченні «діалогу» між мозочком та моторною корою.
У мості також беруть початок три пари черепних нервів (V трійчастий, VI відвідний та VII лицевий) і залягають ядра деяких із них (ядро лицевого нерва, ядро відвідного нерва, головне та рухове ядра трійчастого нерва, частково присінкові і завиткові ядра присінково-завиткового нерва). Інші ядра мосту є частиною ретикулярної формації. Також у цій структурі мозку розташовуються ядра, що разом із ядрами довгастого мозку беруть участь у регулюванні частоти дихальних рухів.